# Taylor Gang Entertainment
Taylor Gang Ent. é uma empresa norte-americana de entretenimento. Funciona como uma gravadora independente, música de gestão, produção musical e filme empresa sediada em Pittsburgh, Pennsylvania, fundada por rapper Wiz Khalifa. A gravadora é a casa de artistas como Wiz Khalifa, Berner, Project Pat, Ty Dolla $ign, Tuki Carter, J.R. Donato, e vencedor do Prêmios da Academia e membro da Three 6 Mafia Juicy J que serve como A&R para a gravadora. O lado da produção da empresa é o lar de Sledgren, Ricky P, Cozmo & TM88.

## História

### Origem
A Taylor Gang foi inventado originalmente em 2006, para referir-se a "Taylor" é que são partidários do Wiz Khalifa. Taylor Gang ent. Foi fundada em 2008 por Khalifa. A gravadora foi nomeado após Khalifa ingressar na, Taylor Allderdice High School, e sua afinidade para Converse Chuck Taylor All-Stars sapatilhas. Taylor Gang Ent. Começou quando Khalifa era fã da base network, Street Team e casa para sua equipe. A entidade mais tarde tornou-se uma empresa de entretenimento completo abrangendo gravadora, serviços de gestão, Produção e companhias de filmes. Chevy Woods, Berner, Tuki Carter assinaram contrato com a gravadora em 2011. Em dezembro de 2012, Juicy J tornou-se membro na área de entretenimento. Em 2013, Ty Dolla $ign juntou-se a empresa também. Em 2014, J.R. Donato assinou para a gravadora.
A gravadora também funciona como um super grupo e anunciou planos para liberar um álbum como um grupo em 2016.
Taylor Gang Ent. Em parceria com marcas para criar promoções de licenciamento, mais notavelmente, Grenco Science em 2014 por uma série de produtos vaporizador e Neff para produzir 26 peça especial de vestuário, coleção composta de t-shirts, camisolas e chapéus, que foi uma colaboração entre a gravadora, artistas e Neff.

## Membros

### Atual
- Berner[17]
- Chevy Woods
- J.R. Donato[18]
- Ty Dolla $ign[19]
- Tuki Carter
- Raven Felix
- Sosamann[20]
- Raw Boo Man[21]
- Cozmo
- Big Jerm
- Sledgren[22]
- TM88
- Snoop Dogg
- TINYPETE420

### Ex
- Cardo
- Lola Monroe
- Lil Uzi Vert

## Discografia

### Álbuns de estúdio

#### Project Pat
| Título do Álbum                       | Ano  |
| ------------------------------------- | ---- |
| Mista Don't Play 2: Everythangs Money | 2015 |

#### Taylor Gang
| Título do Álbum        | Ano  |
| ---------------------- | ---- |
| Taylor Gang: The Album | 2016 |

#### Ty Dolla $ign
| Título do Álbum | Ano  |
| --------------- | ---- |
| Free TC         | 2015 |
| Campaign        | 2016 |

#### Berner
| Mixtape      | Ano  |
| ------------ | ---- |
| Urban Farmer | 2012 |

| Título do Álbum  | Ano  |
| ---------------- | ---- |
| Drugstore Cowboy | 2013 |

| Título do Álbum | Ano  |
| --------------- | ---- |
| Hempire         | 2016 |

### EPs
| Artista                     | Título do Álbum              | Ano  |
| --------------------------- | ---------------------------- | ---- |
| Wiz Khalifa & Curren$y      | Live in Concert              | 2013 |
| Ty Dolla $ign               | Beach House                  | 2014 |
| Wiz Khalifa & Ty Dolla $ign | Talk About It In The Morning | 2015 |

### Mixtapes

#### Wiz Khalifa[24]
| Título do Álbum                            | Ano  |
| ------------------------------------------ | ---- |
| Prince of the City: Welcome to Pistolvania | 2005 |
| Grow Season                                | 2007 |
| Smokin dank with @JoeyPerjanik             | 2007 |
| Prince of the City 2                       | 2007 |
| Star Power                                 | 2008 |
| Flight School                              | 2009 |
| How Fly (com Curren$y)                     | 2009 |
| Burn After Rolling                         | 2009 |
| Kush & Orange Juice                        | 2010 |
| Cabin Fever                                | 2011 |
| Taylor Allderdice                          | 2012 |
| Cabin Fever 2                              | 2012 |
| 28 Grams                                   | 2014 |
| Cabin Fever 3                              | 2015 |
| Khalifa                                    | 2016 |

#### Chevy Woods[25]
| Título do Álbum               | Ano  |
| ----------------------------- | ---- |
| Pilot Shit                    | 2010 |
| Red Cup Music                 | 2011 |
| The Cookout (com Wiz Khalifa) | 2011 |
| Gangland                      | 2012 |
| Gangland 2                    | 2013 |
| Gangland 3                    | 2015 |
| And The Story Goes...         | 2016 |

#### Project Pat
| Título do Álbum                     | Ano  |
| ----------------------------------- | ---- |
| Cheez N Dope                        | 2013 |
| Cheez N Dope 2                      | 2013 |
| Cheez N Dope 3: Street God          | 2014 |
| Pistol & A Scale                    | 2015 |
| Street God: Street Testimony        | 2015 |
| Street God 2: God Bless the Streets | 2016 |
| Street God 3: Louis Vuitton Don     | 2016 |

#### Ty Dolla $ign
| Título do Álbum | Ano  |
| --------------- | ---- |
| Beach House 2   | 2013 |
| $ign Language   | 2014 |
| Airplane Mode   | 2015 |
| Beach House 3   | 2016 |

#### Tuki Carter
| Título do Álbum    | Ano  |
| ------------------ | ---- |
| Atlantafornication | 2012 |
| Tuki               | 2014 |

#### J.R. Donato
| Título do Álbum      | Ano  |
| -------------------- | ---- |
| North Pole           | 2013 |
| Fast Money & Freedom | 2015 |